# كورت بيرغر
كورت بيرغر (بالفنلندية: Kurt Berger)‏ هو مهندس فنلندي، ولد في 1896، وتوفي في 1977.